# Dicranella usambarica
Dicranella usambarica är en bladmossart som beskrevs av Potier de la Varde 1955. Dicranella usambarica ingår i släktet jordmossor, och familjen Dicranaceae. Inga underarter finns listade i Catalogue of Life.